# Ibrahim Tuqan
Ibrahim Tuqan (en árabe: ابراهيم; Nablus, 1905 - Jerusalén, 2 de mayo de 1941) fue un poeta nacionalista palestino cuya obra inspiró a los árabes de la región palestina durante su revuelta contra los británicos. Nació en Nablus durante el dominio otomano. Era hermano de la poetisa Fadwa Tuqan, de quien fue tutor y quien influyó en su interés por la poesía.

## Biografía
Completó su educación primaria en la escuela Al-Rashadiya Al-Gharbiya, en el oeste de Nablus, y su educación secundaria en la escuela Al-Motran en Jerusalén. Continuó sus estudios en la Universidad Americana de Beirut de 1923 a 1929. Después de obtener una licenciatura en literatura, Tuqan trabajó como profesor de literatura árabe en la Universidad Nacional de An-Najah, en Nablus. Más tarde trabajó en dos puestos distintos: profesor en la Universidad Americana de Beirut y subdirector de la Sección de Programas Árabes de la Estación de Radiodifusión Palestina de Jerusalén.
En 1937, se casó con Samia Abdel Hadi, con quien tuvo un hijo, Ja'afar. Tuqan tuvo problemas estomacales durante toda su vida. En 1941, a los 36 años, falleció por problemas derivados de una úlcera en el Hospital Francés de Jerusalén.

## Poesía
La carrera de Tuqan como poeta empezó durante su adolescencia, cuando estuvo muy influenciado por su abuelo, que escribía zajal, como su madre, que apreciaba la literatura árabe "heroica". Después de recibir el estímulo de su padre, Touqan se interesó en el Corán, aparentemente "leyéndolo durante cada Ramadán". Tuqan publicó su primer poema en 1923 mientras vivía en Beirut . Allí descubrió que la prensa libanesa lo alentaría fuertemente a publicar su trabajo.
La mayor parte de sus poemas trataban sobre la lucha de los árabes contra los británicos, que controlaban Palestina desde 1922 por mandato. Sus poemas se hicieron conocidos en el mundo árabe durante la revuelta árabe de 1936-1939.
En uno de sus poemas más famosos, Mawtini, que compuso durante la revuelta árabe, escribió:
"Mi patria, mi patria
La espada y la pluma, no la habla ni la guerra
Son nuestros símbolos, son nuestros símbolos
Nuestra gloria y nuestra alianza y la obligación de ser fiel
Nos mueve, nos mueve
Nuestro honor, nuestro honor
Es una causa noble y un estandarte volador
Es una causa noble y un estandarte volador
Oh, mira tu eminencia
Victoriosa sobre tus enemigos
Victoriosa sobre tus enemigos
Mi patria, mi patria."
Este poema es el himno nacional de facto de la Autoridad Nacional Palestina, y en 2003, Irak también adoptó el poema como su himno nacional.